# Nymphula azialis
Nymphula azialis là một loài bướm đêm trong họ Crambidae.